# Bretteville-l'Orgueilleuse
Bretteville-l'Orgueilleuse és un municipi francès situat al departament de Calvados i a la regió de Normandia. L'any 2007 tenia 2.306 habitants.

## Demografia

### Població
El 2007 la població de fet de Bretteville-l'Orgueilleuse era de 2.306 persones. Hi havia 844 famílies de les quals 168 eren unipersonals (84 homes vivint sols i 84 dones vivint soles), 248 parelles sense fills, 380 parelles amb fills i 48 famílies monoparentals amb fills.
La població ha evolucionat segons el següent gràfic:
Habitants censats

### Habitatges
El 2007 hi havia 886 habitatges, 861 eren l'habitatge principal de la família, 6 eren segones residències i 19 estaven desocupats. 796 eren cases i 89 eren apartaments. Dels 861 habitatges principals, 681 estaven ocupats pels seus propietaris, 167 estaven llogats i ocupats pels llogaters i 13 estaven cedits a títol gratuït; 17 tenien una cambra, 42 en tenien dues, 94 en tenien tres, 169 en tenien quatre i 539 en tenien cinc o més. 698 habitatges disposaven pel capbaix d'una plaça de pàrquing. A 314 habitatges hi havia un automòbil i a 504 n'hi havia dos o més.

### Piràmide de població
La piràmide de població per edats i sexe el 2009 era:
| Homes | Edats   | Dones |
| ----- | ------- | ----- |
| 0     | 95 o +  | 0     |
| 0     | 90 a 94 | 2     |
| 1     | 85 a 89 | 6     |
| 3     | 80 a 84 | 12    |
| 14    | 75 a 79 | 17    |
| 32    | 70 a 74 | 27    |
| 33    | 65 a 69 | 31    |
| 41    | 60 a 64 | 39    |
| 40    | 55 a 59 | 47    |
| 49    | 50 a 54 | 66    |
| 88    | 45 a 49 | 66    |
| 124   | 40 a 44 | 79    |
| 117   | 35 a 39 | 147   |
| 92    | 30 a 34 | 80    |
| 66    | 25 a 29 | 82    |
| 48    | 20 a 24 | 64    |
| 92    | 15 a 19 | 92    |
| 154   | 10 a 14 | 89    |
| 85    | 5 a 9   | 111   |
| 88    | 0 a 4   | 101   |

## Economia
El 2007 la població en edat de treballar era de 1.590 persones, 1.208 eren actives i 382 eren inactives. De les 1.208 persones actives 1.124 estaven ocupades (604 homes i 520 dones) i 84 estaven aturades (38 homes i 46 dones). De les 382 persones inactives 128 estaven jubilades, 179 estaven estudiant i 75 estaven classificades com a «altres inactius».

### Ingressos
El 2009 a Bretteville-l'Orgueilleuse hi havia 859 unitats fiscals que integraven 2.364,5 persones, la mediana anual d'ingressos fiscals per persona era de 20.182 €.

### Activitats econòmiques
Dels 111 establiments que hi havia el 2007, 1 era d'una empresa extractiva, 3 d'empreses alimentàries, 1 d'una empresa de fabricació de material elèctric, 3 d'empreses de fabricació d'altres productes industrials, 21 d'empreses de construcció, 25 d'empreses de comerç i reparació d'automòbils, 6 d'empreses de transport, 3 d'empreses d'hostatgeria i restauració, 1 d'una empresa d'informació i comunicació, 5 d'empreses financeres, 3 d'empreses immobiliàries, 13 d'empreses de serveis, 17 d'entitats de l'administració pública i 9 d'empreses classificades com a «altres activitats de serveis».
Dels 42 establiments de servei als particulars que hi havia el 2009, 1 era una oficina d'administració d'Hisenda pública, 1 gendarmeria, 1 oficina de correu, 2 oficines bancàries, 8 tallers de reparació d'automòbils i de material agrícola, 1 taller d'inspecció tècnica de vehicles, 1 establiment de lloguer de cotxes, 1 autoescola, 6 paletes, 2 guixaires pintors, 4 fusteries, 2 lampisteries, 3 electricistes, 1 empresa de construcció, 4 perruqueries, 1 restaurant, 1 agència immobiliària, 1 tintoreria i 1 saló de bellesa.
Dels 9 establiments comercials que hi havia el 2009, 1 era un hipermercat, 2 fleques, 1 una fleca, 1 una botiga de material de revestiment de parets i terra i 4 floristeries.
L'any 2000 a Bretteville-l'Orgueilleuse hi havia 8 explotacions agrícoles.

## Equipaments sanitaris i escolars
Els 2 equipaments sanitaris que hi havia el 2009 eren farmàcies.
El 2009 hi havia 1 escola maternal i 1 escola elemental.

## Poblacions més properes
El següent diagrama mostra les poblacions més properes.